# Agua mala
«Agua Mala» es el decimotercer episodio de la sexta temporada de la serie de televisión de ciencia ficción The X-Files. Se estrenó en la cadena Fox el 21 de febrero de 1999 en Estados Unidos. El episodio fue escrito por David Amann y dirigido por Rob Bowman. El episodio es una historia del «monstruo de la semana», desconectada de la amplia mitología de la serie. «Agua Mala» obtuvo una calificación doméstica Nielsen de 10,1, siendo visto por 16,9 millones de personas en su emisión inicial. El episodio recibió críticas en su mayoría mixtas a negativas.
El programa se centra en los agentes especiales del FBI Fox Mulder (David Duchovny) y Dana Scully (Gillian Anderson) que trabajan en casos vinculados a lo paranormal, llamados expedientes X. Mulder cree en lo paranormal, mientras que a la escéptica Scully se le ha asignado la tarea de desacreditar su trabajo. En este episodio, Arthur Dales, que ahora vive en un parque de casas rodantes en Florida, pide ayuda a Mulder y Scully cuando una familia vecina desaparece; y, con un huracán acercándose, Mulder y Scully se encuentran atrapados con un grupo de residentes en un edificio donde hay algo en el agua.
«Agua Mala» fue la segunda historia de Amann para The X-Files. La idea original del episodio presentaba a un monstruo suelto en una mina de oro abandonada. Darren McGavin hace una segunda aparición como Arthur Dales después de ser presentado en «Travelers». Después de sufrir un derrame cerebral, más tarde sería reemplazado por M. Emmet Walsh en «The Unnatural». El episodio se destacó por su gran cantidad de agua y su falta de iluminación brillante, un enfoque estilístico que Gillian Anderson comparó con filmar en Vancouver.

## Argumento
En Goodland, Florida, durante un feroz huracán, Sara Shipley y su hijo, Evan, intentan desesperadamente voltear una lavadora, pero no lo logran porque unos tentáculos los atrapan. Después de recibir una llamada, los agentes especiales del FBI Fox Mulder (David Duchovny) y Dana Scully (Gillian Anderson) llegan a la casa del agente retirado del FBI Arthur Dales (Darren McGavin), el primero en investigar los expedientes X. Les cuenta sobre la familia Shipley y cómo Sara Shipley lo llamó presa del pánico después de que su esposo fuera atacado por algo con tentáculos en el baño. Scully tiene dudas sobre esto, pero cree que algo le sucedió a la familia Shipley durante este huracán.
Mulder y Scully van a la casa de los Shipley y encuentran la puerta del baño cerrada con barricadas, sin señales de nadie. Los dos tienen un breve encuentro con el agente Greer, quien cree que son ladrones hasta que Mulder desarma al hombre y Scully le muestra su identificación del FBI. Intentan ir al aeropuerto pero quedan atrapados por el huracán. En otro lugar en los condominios Breakers, el ayudante Greer se encuentra con la criatura después de encontrar a un hombre muerto cubierto de una sustancia viscosa en un inodoro. Mulder y Scully luego encuentran el vehículo del oficial estacionado afuera de los apartamentos. Al registrar el edificio, descubren a Greer en el suelo, con el cuello cubierto de ronchas rojas. Mulder recorre el complejo para encontrar al resto de la gente y advertirles que la cosa está en las tuberías. Se encuentra con Dougie, un saqueador, Walter Suárez, cuya novia Ángela Villareal está embarazada de nueve meses, y George Vincent, un activista antigubernamental que defiende los derechos de las armas. Mulder intenta que Vincent salga y se una a ellos para su propia protección. Vincent se niega pero, tras ser atacado por la criatura en su apartamento, cede. Mulder plantea la hipótesis de que la entidad que los atacaba fue expulsada desde el fondo del mar por el huracán hacia el sistema de agua de la ciudad.
Dougie roba el anillo de bodas del agente y tira un recipiente con sales de Epsom en la bañera donde está sumergida Greer inconsciente después de que Scully le extrajo varias muestras de las heridas del cuello. Mientras Ángela Villareal hace sus necesidades, ve a la criatura en la bañera con el agente. Mulder y Scully entran al baño y encuentran la ropa del agente, pero el hombre ya no está. Mulder teoriza que la entidad no sólo vive en el agua, sino que es una forma viva de agua y se vuelve visible sólo cuando ataca. Él cree que la criatura utiliza a las personas como huéspedes para reproducirse, y que el contenido de agua del cuerpo se utiliza para alimentar el crecimiento de nuevas criaturas. Mulder se da cuenta de que todos necesitan evacuar.
Mulder sale corriendo y es atacado por la criatura en el pasillo. Cuando regresa con ronchas en toda la garganta, George Vincent cierra la puerta y los toma a todos como rehenes, dejando a Mulder morir en el pasillo. Ángela se pone de parto y Scully se ve obligada a dar a luz a un bebé. Sin embargo, el agua se acumula en la lámpara encima de ellos y aparece la criatura. Agarra a George Vincent por el cuello. Scully le dice a Walter Suárez que apunte a los aspersores, dándose cuenta de que el agua dulce mantuvo a raya a la criatura, al igual que el oficial hasta que se agregó sal de Epsom al agua. Suárez les dispara y salva la vida de Vincent. Mientras tanto, Mulder se da cuenta de que el agua dulce también es la clave y sale corriendo bajo la lluvia para curar sus heridas.
A la mañana siguiente, la criatura desapareció, el bebé recién nacido sobrevivió y está sano, y Mulder comienza a recuperarse bastante bien. Después de escuchar la historia de los agentes, Dales, aliviado, dice que no se habría retirado del FBI si hubiera tenido una socia como Scully. Decide celebrar con los agentes ahora que pasó la tormenta; les pregunta si quieren un poco de agua, a lo que rápidamente responden «¡No!».

## Producción

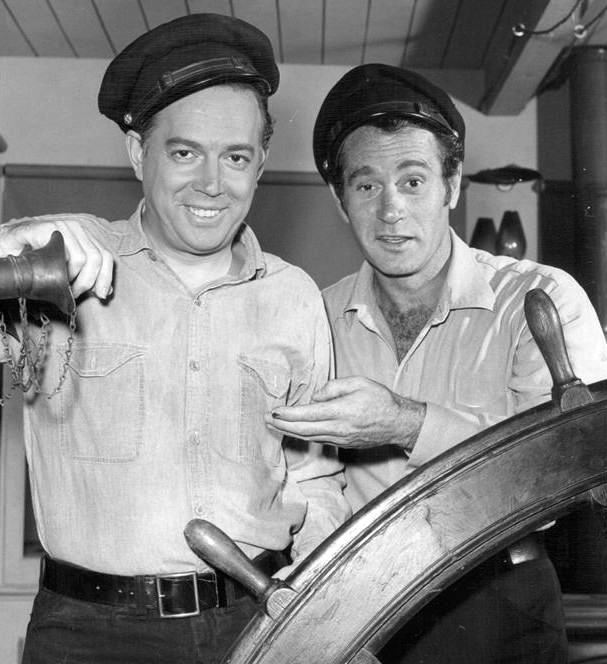
Darren McGavin (derecha) hace su segunda aparición como Arthur Dales en el episodio.

### Escritura
«Agua Mala», que fue escrito por David Amann (convirtiéndola en su segunda historia para The X-Files después de «Terms of Endearment»), pasó por varios borradores muy diferentes. A Amann originalmente se le encomendó la tarea de recuperar el personaje de Arthur Dales, y su primera historia giraba en torno a un monstruo que acechaba en una mina de oro abandonada. Frank Spotnitz, el productor ejecutivo del programa, no se sintió atraído por el aspecto de la mina, pero disfrutó el concepto de un monstruo corriendo como loco en un espacio cerrado. Posteriormente, Amann volvió a desarrollar la idea, ambientando el episodio durante un huracán y presentando a un monstruo marino como el principal antagonista. Originalmente, el monstruo marino fue arrastrado a tierra firme y se arrastró hasta el interior del edificio antes de que Amann decidiera reescribirlo como uno que vive en el agua.
Al director Rob Bowman le preocupaba que el monstruo del episodio no fuera «aterrador» y, por tanto, la historia no fuera «convincente». Por lo tanto, Bowman utilizó ángulos de cámara únicos y cortes rápidos para hacer que el episodio se sintiera «mucho mejor de lo que [él] temía». El monstruo en sí fue creado por el supervisor de maquillaje de efectos especiales John Vulich, una tarea que consideraba «la cosa más difícil que hizo en toda la temporada». Los tentáculos fueron creados a partir de una combinación de silicona y uretano. Las «marcas de mordeduras de pulpo» se contaban por cientos y requirieron 90 minutos para aplicarse.
El título del episodio, «Agua Mala», es la traducción al español de las palabras en inglés bad water. «Aguamala» es también el nombre en jerga de la fragata portuguesa, una medusa venenosa similar en forma al antagonista principal del episodio.

### Reparto
Darren McGavin aparece en este episodio como Arthur Dales, siendo este su segundo episodio de la serie después de ser presentado en «Travelers». McGavin, conocido por su papel en Kolchak: The Night Stalker, fue originalmente la primera elección de los directores de casting para el papel del senador Matheson en el episodio de la segunda temporada «Little Green Men». Más tarde se buscó a McGavin para desempeñar el papel del padre de Mulder. Al final, McGavin finalmente aceptó aparecer en el programa interpretando a Arthur Dales, el agente que fundó los expedientes X. McGavin también estaba programado para aparecer en el episodio escrito por Duchovny «The Unnatural», pero dos días después de comenzar la producción, sufrió un derrame cerebral, lo que obligó a los productores a eliminar sus escenas y reemplazarlas con otro «Arthur Dales», interpretado por M. Emmet Walsh.

### Rodaje
El episodio se destacó tanto por la cantidad de agua necesaria como por la casi falta de luz vibrante. Respecto a esto último, Bowman no filmó «nada para ese episodio durante el día, ni con nada más brillante que una linterna o una lámpara de emergencia en el pasillo», el director también explicó que «Agua Mala» fue difícil de filmar porque cuando un miembro del equipo o del elenco se mojaba demasiado, «tenían que detener todo para secarlos». Gillian Anderson y David Duchovny, en particular, estuvieron «anegados» durante la mayor parte del rodaje del episodio. Anderson bromeó más tarde: «Quiero decir, nos empapamos. ¡Era como si estuviéramos de regreso en Vancouver!». (El programa se había filmado previamente en Vancouver desde la primera temporada hasta la quinta antes de mudarse a Los Ángeles, California, al comienzo de la sexta temporada.) Durante el rodaje, la diseñadora de vestuario Christine Peters tuvo que traer seis réplicas secas del vestuario de cada personaje para prevenir neumonía.
El apartamento que aparece en el episodio fue construido desde cero en un escenario de sonido. El diseñador de producción Corey Kaplan recibió el guion de «Agua Mala» alrededor de Navidad y, al darse cuenta de la cantidad de trabajo, inmediatamente comenzó a elaborar los planos para el set. Cuando terminó la producción del episodio, todo el set fue desechado porque el agua lo había arruinado.

## Recepción

### Audiencia
«Agua Mala» se emitió por primera vez en los Estados Unidos el 21 de febrero de 1999. Este episodio obtuvo una calificación Nielsen de 10,1, lo que significa que aproximadamente el 10,1 por ciento de todos los hogares equipados con televisión sintonizaron el episodio. Fue visto por 16,90 millones de espectadores. Fox promovió el episodio con el lema «Esta noche, una criatura que vive en nuestra agua acaba de tener sed, por nosotros».

### Reseñas
El episodio recibió críticas mixtas a negativas por parte de los críticos. Michael Liedtke y George Avalos, en una reseña de la sexta temporada en The Charlotte Observer, calificaron el episodio como «simplemente malo». Emily VanDerWerff de The A.V. Club criticó rotundamente el episodio y le otorgó una «D−», llamándolo «un episodio famoso y malo de The X-Files». Señaló que «lo peor de “Agua Mala” es que está tan, tan cerca de funcionar que es frustrante ver lo poco que realmente hace» debido a su extraña estructura y su intrincado antagonista. VanDerWerff criticó la aparición de Darren McGavin en el episodio, calificándolo de «cameo glorificado» y señaló que su personaje funciona como el «tipo de anciano que se para en su porche y grita sobre los buenos viejos tiempos a los niños del vecindario». Sin embargo, llamó a la toma del «tentáculo retorciéndose en la lámpara del techo» la «única cosa buena» del episodio. Robert Shearman y Lars Pearson, en su libro Wanting to Believe: A Critical Guide to The X-Files, Millennium & The Lone Gunmen, calificaron el episodio con una estrella y media de cinco, y escribieron que el «Las risas no son inteligentes y los sustos son tontos».
No todas las críticas fueron completamente negativas; otros eran más mixtos. Tom Kessenich, en su libro Examinations: An Unauthorized Look at Seasons 6–9 of the X-Files le dio al episodio una crítica mixta, escribiendo «en lo que respecta a [los monstruos de la semana], “Agua Mala” era una tarifa bastante estándar». Sin embargo, criticó la resolución del episodio, señalando que Scully no debería haber tenido forma de saber que el agua pura mataría a la criatura. Paula Vitaris de Cinefantastique le dio al episodio una crítica mixta y le otorgó dos estrellas de cuatro. Vitaris escribió que, «“Agua Mala” no terminará en la lista de “lo mejor” de nadie, pero es tan tonto que es divertido». Timothy Sexton de Yahoo! News nombró al «Monstruo del Huracán» como uno de «Los mejores monstruos de X-Files de la semana» y escribió: «Te diré una cosa sobre este episodio de X-Files y este monstruo de X-Files: nunca irás al baño durante una tormenta sin pensarlo dos veces».

### Premios
«Agua Mala» obtuvo un premio ASC de la Sociedad Estadounidense de Directores de Fotografía por «logros sobresalientes en cinematografía - Serie regular».